# مهدی سهیلی
مهدی سهیلی (زاده ۷ تیر ۱۳۰۳ - درگذشت ۱۸ مرداد ۱۳۶۶) شاعر و نویسنده ایرانی بود. او سال‌ها در رادیو ایران برنامه اجرا کرد. او در زمینه نمایش نامه‌نویسی نیز فعالیت داشته‌است.

## زندگی‌نامه
مهدی سهیلی شاعر و نویسنده ایرانی در هفتم تیر ماه سال ۱۳۰۳ در تهران متولد شد. نیای مادرش «اصفهانی» و نیای پدرش «تهرانی» بود. در ۱۹۵۷ چند اثر از وی را در مسکو به چاپ رساندند.
او سال‌ها در رادیو ایران برنامه اجرا کرد. او در زمینه نمایش نامه‌نویسی نیز فعالیت داشته‌است. وی در ۱۸ مرداد ۱۳۶۶ در سن ۶۳ سالگی درگذشت.

## آثار
- اسرار مگو: این کتاب در دهه سی به صورت مخفیانه چاپ می‌شود و مردم آن را بخاطر جوک‌ها و لطیفه‌های مخصوص بزرگسالانش دوست داشتند. کتاب اسرار مگو کتابی است سه جلدی که مجموعه‌ای از فکاهیات و لطایف و اشعار طنز که توسط مهدی سهیلی گردآوری شده‌است. کتاب اسرار مگو حاوی تندترین مطالب بدور از ملاحظات و اخلاق است.[۱]
- بیا با هم بگرییم
- در خاطر منی
- بوی بهار می‌دهد
- بزم شاعران
- شاهکارهای صائب تبریزی و کلیم کاشانی
- اشک مهتاب
- طلوع محمد
- پرواز در آسمان شعر
- مشاعره
- شعر و زندگی
- یک آسمان ستاره
- گنج غزل
- چشمان تو و آیینهٔ اشک
- هزار خوشهٔ عقیق
- کاروانی از شعر
- باغ‌های نور
- لحظه‌ها و صحنه‌ها
- گنجوارهٔ سهیلی
- اولین غم و آخرین نگاه
- نگاهی در سکوت
- ضرب‌المثل‌های معروف ایران
- خوشمزگیها
- مرا صدا کن
- سرود قرن و عقاب
- چه کنم دلم از سنگ نیست.
- گنجینهٔ سهیلی(۵جلد)
- هزار و صد غزل هماهنگ
- زنگ تفریح